# 亞歷山德羅·盧卡雷利
亞歷山德羅·盧卡雷利（Alessandro Lucarelli ）是一位意大利足球運動員。在場上司職後衛。目前他效力於帕爾馬。他的哥哥克里斯蒂亞諾·盧卡雷利也是一位足球運動員。兩人在2006-07賽季曾各自擔任所屬俱樂部的隊長。现在亚历山德罗卢卡雷利仍然是帕尔马的队长。